# Jean Lapointe
Pour les articles homonymes, voir Lapointe.
Jean Lapointe est un auteur-compositeur-interprète, acteur et homme politique québécois, né le 6 décembre 1935 à Price (Bas-Saint-Laurent) et mort le 18 novembre 2022 à Montréal.
Connu d'abord comme artiste de scène, il a formé avec Jérôme Lemay le duo comique Les Jérolas au milieu des années 1950. Il produit des sketchs et des chansons comiques comme Le chemin du paradis, Yakety Yak (Rouspèt' pas), Charlie Brown, La veillée chez l'Père Jos et Méo Penché. Dans les années 1970, il poursuit une carrière solo marquée par plusieurs chansons à succès comme Mon oncle Edmond, C'est dans les chansons et Chante-la ta chanson. Bien qu'il se soit surtout démarqué dans le comique, Jean Lapointe s'est également révélé un acteur dramatique avec son rôle de Clermont Boudreau dans Les Ordres de Michel Brault en 1974. Poursuivant dans la même veine avec J.A. Martin photographe, il a aussi profondément marqué l'histoire de la télévision québécoise avec son interprétation de Maurice Duplessis dans la série Duplessis en 1978.
En plus de son travail d'artiste, Jean Lapointe a été actif dans le domaine caritatif. Il a mis sur pied la Maison Jean Lapointe ainsi que la Fondation portant son nom, afin de venir en aide aux personnes souffrant de dépendances à l’alcool, aux drogues et aux jeux. Également actif en politique, il a été sénateur libéral de Saurel de 2001 à 2010.

## Biographie

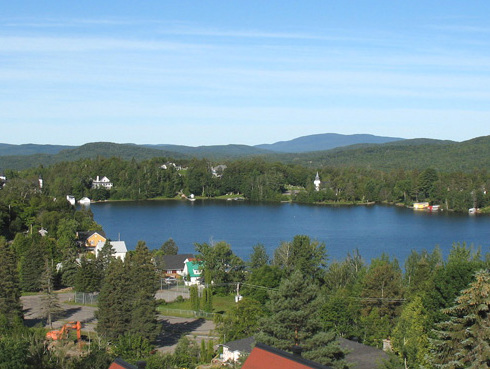
Jean Lapointe passe la majeure partie de son enfance à Lac-Beauport, dans la région de Québec.

### Enfance
Jean Lapointe (né Jean-Marie Lapointe) est le sixième de sept enfants d'Arthur-J. Lapointe (1895-1960) et d'Anna Marie Ducharme (1903-1996). Militaire de carrière, le major Arthur Lapointe était également député fédéral de Matapédia-Matane pour le Parti libéral. Dans son autobiographie, Jean Lapointe décrit son père comme un homme « [p]as très grand, mais fort comme un cheval, tout en muscle et pas une once de graisse [...] impressionnant autant physiquement que moralement [...] un homme de principes, profondément religieux, sévère, juste et bon ». De son côté, sa mère était une femme « [t]rès coquette, toujours tirée à quatre épingles [...] douce et tendre qui faisait semblant d'être sévère quand [le père] n'était pas là ».
Jean Lapointe grandit au sein d'une fratrie « unie par la musique, la chanson, la prière, la tendresse, l'amour et la générosité ». À l'âge de 5 ans, il déménage avec sa famille à Lac-Beauport, dans la région de Québec. Il effectue son primaire au Juvénat du Bon-Pasteur. Peu porté sur les études, il préfère passer son temps à amuser ses amis en faisant des farces en classe et en jouant des tours à ses professeurs. Sous son côté espiègle, Jean Lapointe dissimule en réalité une angoisse et une grande sensibilité qui le suivront toute sa vie. Naturellement attiré par la musique, il suit des cours de piano à l'école. Bien qu'il réussisse à développer ses talents dans ce domaine, malgré ses cours, il n'arrivera jamais à lire les notes sur la portée.
Il entre ensuite au Petit séminaire de Québec. Au bout de quelques mois, le garçon est renvoyé du collège pour indiscipline. Il poursuit alors ses études à l'école Saint-François-d'Assise. C'est durant cette période qu'il commence à faire ses premières imitations. À l'époque, il avait l'habitude d'écouter l'émission de radio de Félix Leclerc. Celle-ci jouait juste avant le Chapelet en famille, que sa famille suivait assidument. Ainsi un soir après la prière, le jeune Lapointe s'est mis à chanter comme Félix Leclerc pour amuser ses frères et ses sœurs. Réussissant à reproduire sa voix caractéristique avec « la même chaleur, le même trémolo », son imitation a été aussitôt accueillie avec joie. Encouragé par leurs réactions, le jeune Lapointe apprend à imiter d'autres vedettes de l'époque comme Bourvil, Gilbert Bécaud, Louis Armstrong, Al Jolson et Charles Trenet.

### Premiers spectacles

#### Concours amateur de CKCV
En 1951, la famille quitte Lac-Beauport pour s'installer à Québec, sur l'avenue Lévis. Âgé de 16 ans, Jean Lapointe fréquente alors le collège Montcalm, sur la rue Père-Marquette. Avec deux autres étudiants de son âge, il forme son premier trio musical : les QuébécAires. Au printemps, le groupe participe au concours « Saint-Georges Côté et ses amateurs » organisé par la station de radio CKCV de Québec. Invités au spectacle de la finale du concours en mai 1951, les QuébécAires se produisent sur scène devant une foule assemblée au parc de l'Exposition. S'étant également inscrit à ce concours en tant qu'artiste solo, en plus de son numéro avec son groupe, Lapointe offre un spectacle d'imitation de Félix Leclerc, Bourvil et Al Jolson.
L'expérience est très fructueuse. Les juges remettent le deuxième prix aux QuébécAires et le premier prix à « Jean-Marie Lapointe » (son nom de scène à ses débuts). Ce moment est déterminant dans la carrière du futur chanteur. Fort de ces deux récompenses, Lapointe est alors convaincu d'avoir trouvé sa voie. Il sera un artiste.

#### QuébécAires
À la suite du concours, les QuébécAires se font offrir un contrat pour participer à l'émission Y'a d'la joie sur les ondes de CHRC. Toutefois, au bout de quelques semaines, la direction de la station est déçue de leurs performances et décide de mettre fin à leur contrat. Cet échec affecte profondément le jeune Lapointe. Malgré ce revers, l'un de ses professeurs l'encourage à poursuivre dans la chanson. Avec son accord, les QuébécAires sont engagés pour donner un spectacle dans la grande salle du collège Montcalm tous les vendredis de chaque mois. Leur formule est un succès. Seul ou avec son groupe, Lapointe présente ensuite le même genre de spectacle dans différentes salles de la région de Québec, notamment au cabaret Chez Gérard. C'est ainsi qu'il s'initie aux différents aspects du métier de chanteur, de l'organisation des tournées à la négociation des cachets, en passant par la location des salles et la promotion.
Jean Lapointe commence à se faire un nom sur la scène musicale de Québec du début des années 1950. Étant de plus en plus pris par ses spectacles, ses études finissent toutefois par en souffrir. Avant la fin de sa 12e année, il décide d'abandonner complètement l'école. Malgré cette décision, il s'aperçoit également qu'il est le seul de son groupe à vraiment tenir à faire une carrière dans la chanson. C'est ainsi que prend fin l'aventure des QuébécAires durant l'année 1953. Puis, au printemps 1954, Jean Lapointe décide de quitter la maison de ses parents et de tenter sa chance comme chanteur-imitateur à Montréal.

#### Cabarets de Montréal
Les débuts de Jean Lapointe à Montréal sont difficiles. Ne connaissant personne dans la métropole, le garçon de 17 ans doit se débrouiller avec sa guitare, quelques photos, un veston emprunté à son grand frère Anselme et soixante dollars en poche. Logeant seul dans une chambre d'hôtel du centre-ville, il parcourt la faune des cabarets montréalais pour convaincre les producteurs de lui accorder une audition.

Malgré son enthousiasme et son insistance, ses premières tentatives sont un échec. Certains, impatientés de le voir, finissent même par refuser de lui adresser la parole. Au bout de trois semaines, Jean Lapointe se retrouve à court d'argent. Épuisé par les refus, la faim et l'incertitude, il craint alors de devoir tout abandonner pour rentrer chez ses parents. C'est à ce moment qu'un imprésario lui suggère de s'inscrire à un concours amateur au Caprice, un cabaret situé à l'angle des rues Saint-Denis et Mont-Royal. Désespéré, Jean Lapointe s'y rend avec l'idée d'en finir au plus vite. À sa surprise, il finit par remporter le premier prix du concours : un montant de 10 dollars. Impressionné par son talent, le propriétaire du Caprice lui offre alors de se produire régulièrement à son établissement; d'abord en première partie du spectacle de Willie Lamothe et Rita Germain (deux grandes vedettes de l'époque), puis comme vedette de son propre spectacle. Acceptant l'offre sur-le-champ, Lapointe accepte également de changer de nom. En hommage au patron du Caprice, « Jean-Marie Lapointe » devient « Jean Capri ».

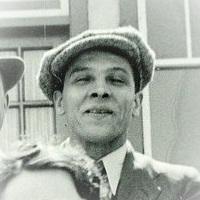
Jean Grimaldi embauche Jean Lapointe en 1955.

Lapointe se produit ensuite au Casa Loma, l'une des boîtes les plus prestigieuses de Montréal dans les années 1950. Devant une salle de plus de cinq cents personnes « toujours remplie à craquer, même le dimanche après-midi », comprenant des propriétaires d'établissements de partout au Québec à la recherche de nouveaux talents, il remporte un autre concours qui lui mérite un nouveau contrat. Il change encore de nom. Dorénavant, Jean-Marie Lapointe se fera appeler simplement Jean Lapointe. À la même époque, il enregistre son premier disque : un 78 tours intitulé Le club de hockey canadien.
À la suite de son contrat au Casa Loma, Jean Lapointe se produit dans d'autres salles un peu partout au Québec. Ces autres salles offrant des conditions moins avantageuses qu'au Casa Loma, Jean Lapointe se retrouve parfois à remplir plusieurs rôles, dont celui de maître de cérémonie. Malgré quelques expériences désastreuses (menant à son renvoi le soir même, après le spectacle), Jean Lapointe persiste. Puis, en septembre 1955, il est engagé comme artiste invité au Théâtre canadien de Jean Grimaldi. Il offre alors deux spectacles de variétés par jour, l'un en matinée et l'autre en soirée. Cette expérience lui permet de faire la rencontre de plusieurs grands noms de la scène, dont Olivier Guimond, Manda Parent, Paul Desmarteaux et Paolo Noël.

### Les Jérolas
À l'automne 1955, Jean Lapointe fait la rencontre de Jérôme Lemay au cabaret Chez Émile à Québec. Guitariste et chanteur originaire de Rouyn en Abitibi, Jérôme Lemay était alors membre du duo Jay & Ray. Avec son acolyte Raymond Hébert, il s'était fait remarquer pour son imitation de Luis Mariano ainsi que pour sa chanson Le Mambo du Canada. Fatigué de sillonner seul les routes du Québec entre deux spectacles, un soir, Jean Lapointe vient se confier à Jérôme Lemay. En discutant, les deux se découvrent une grande complicité. Lemay, qui venait de perdre son camarade de scène sans vraiment d'explication, se trouvait dans la même situation que lui. Se disant que les hauts et les bas de la vie de spectacle seraient sans doute plus agréables à vivre à deux, ils décident alors de s'unir en duo. C'est ainsi que naissent les Jérolas (nom formé d'après Jérôme Lemay et Jean Lapointe).
À la base, les deux hommes ont des tempéraments fortement contrastés. Jean Lapointe, dans ses propres mots, est un homme à qui il « fallait de l'action pour être heureux : les courses, les filles, les bars où [il] [se] faisai[t] des amis dans toutes les villes où [il] pass[ait] ». Jérôme Lemay, de son côté, était un homme plus calme et réservé, préférant « les soirées tranquilles, le cinéma, la télévision ». Bien qu'ils n'aient ni intérêt ni goût en commun, sur scène, les Jérolas arriveront à se compléter à merveille.

Rapidement, les Jérolas enlignent les succès sur disque, sur scène, à la radio et à la télévision. En 1956, ils passent à l’émission Music-Hall de Radio-Canada, où ils font un triomphe. L'année suivante, leur imprésario Charlemagne Landry leur propose de faire une tournée en France pour élargir leurs horizons et « mettre de l'âme » dans leurs chansons. Ils se produisent en spectacle dans un restaurant très chic sur les Champs-Élysées de Paris et lancent la même année leurs premiers 45 tours, comprenant une version française de Love me tender d’Elvis Presley et une adaptation du succès Yakety Yak des Coasters. Le 45 tours de Yakety Yak (Rouspet' pas) s'écoule à quelque 50 000 exemplaires. D'autres adaptations de succès américains des premières années du rock, comme Jones s’est montré et Charlie Brown, et des chansons originales, comme Méo penché, confirment la popularité du duo. Selon le musicologue Christian Côté, les Jérolas sont alors les plus importants de tous les artistes de cabaret et groupes yé-yé québécois qui expérimentent avec les formes du rock. Côté les qualifie même de « précurseurs directs du rock québécois de [Robert] Charlebois. »

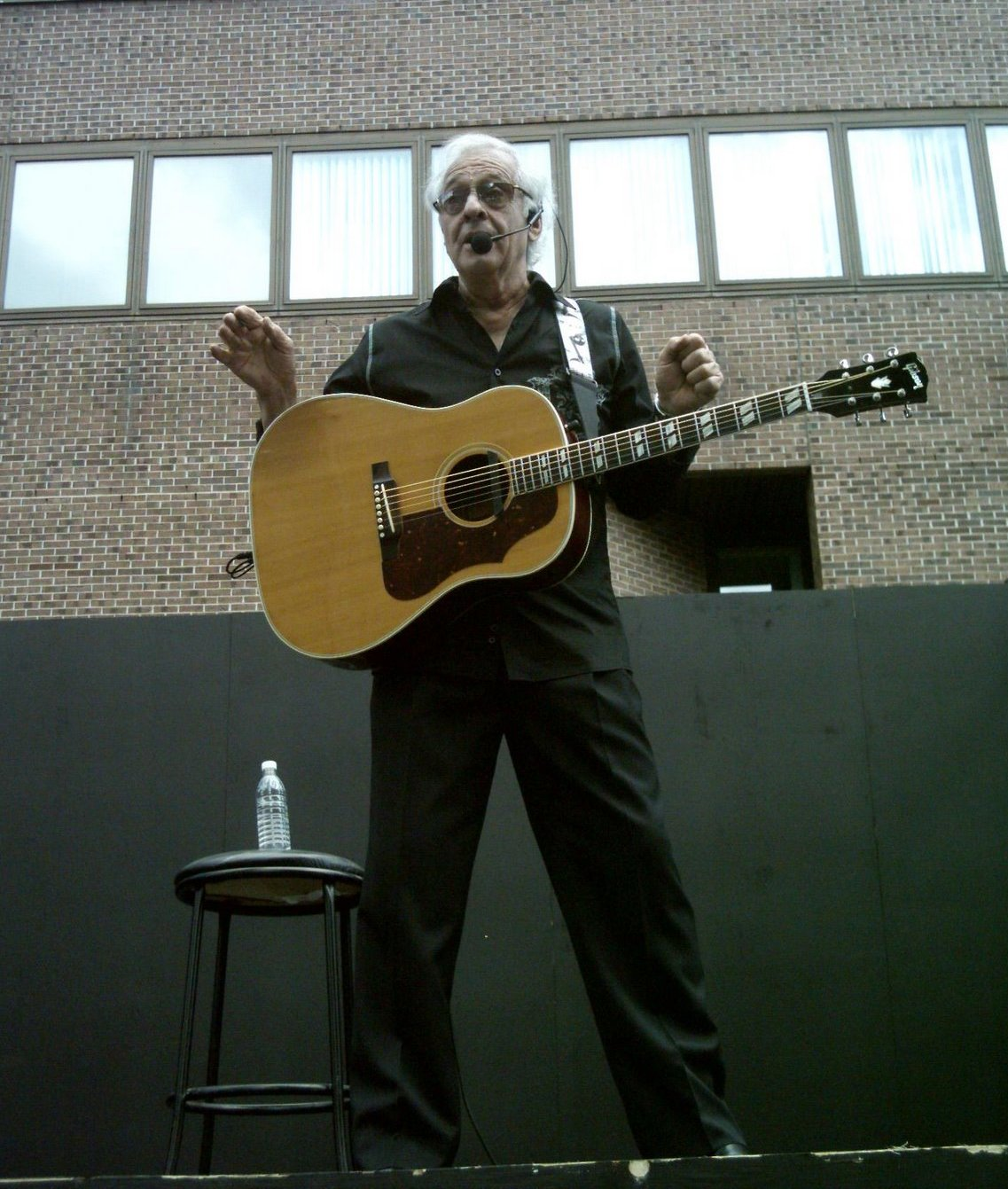
Jérôme Lemay en prestation.

En 1963, les Jérolas font une apparition remarquée au Ed Sullivan Show du réseau américain CBS, exceptionnellement diffusé en direct de Toronto. L’animateur et le public torontois leur réservent un accueil enthousiaste. Une carrière aux États-Unis semble alors à leur portée : quelques mois plus tard, les Beatles se serviront de la même émission pour propulser leur propre carrière américaine. De leur côté, les Jérolas ont des contrats à respecter au Québec. Jean Lapointe ronge son frein en pensant à cette occasion manquée :
Si notre gérant s’était appelé René Angelil, nous ne serions même pas passés par Montréal. Le lendemain, il aurait fait venir nos affaires à New York, nous aurions engagé les meilleurs scripteurs et un ou deux mois plus tard, on nous aurait revus à l’émission d’Ed Sullivan. Le lendemain soir, les Jérolas étaient plutôt de retour à Québec, au restaurant Coronet plus précisément, comme si de rien n’était.
Entre deux séries de spectacles en duo, les Jérolas renouent avec les tournées de vaudeville organisées par Jean Grimaldi. Ils sillonnent ainsi le Québec et le Nouveau-Brunswick aux côtés d’artistes comme Willie Lamothe, Claude Blanchard, Michel Louvain, Olivier Guimond père, Olivier Guimond fils, Rose Ouellette, Paolo Noël, Juliette Huot et Juliette Petrie,,. Le duo continue aussi à connaître le succès sur disque, notamment avec Matilda, Sylvie, oh Sylvie, Les éléphants et une version de Jack Monoloy de Gilles Vignault.
Mais la relation entre Jean Lapointe et Jérôme Lemay s’effrite et le duo se sépare en 1974.

#### Carrière solo
Jean Lapointe commence une carrière en solo. Entre 1975 et 1985, il effectue six tournées de spectacles au cours desquels il présente un mélange de chansons originales, d’imitations et de monologues humoristiques. De 1977 à 1981, ses spectacles attirent plus de 300 000 personnes. Lors de la tournée La grande séance, il se produit devant plus de 68 000 spectateurs lors de 37 spectacles à guichets fermés au Grand Théâtre de Québec. Il lance aussi huit albums et présente un spectacle composé de certains de ses meilleurs numéros des années précédentes à Paris en 1984 et 1985.

Ses chansons originales, Jean Lapointe les écrit rapidement, parfois en moins d’une demi-heure selon ce qu’il confie à son ami Yvon Deschamps, avant que son alter ego Marcel Lefebvre n’apporte les touches finales. Jean Lapointe appelle Marcel Lefebvre son « cœur droit [...] qui transformait mes pissenlits en anémones » :
Je pense à Chante-la ta chanson, à Rire aux larmes, à Tu jongles avec ma vie, à C’est dans les chansons, et à plusieurs autres. Sans lui, toutes ces chansons n’existeraient tout simplement pas.
Dans ses monologues, Lapointe incarne des personnages fantaisistes comme Eddy Grisé le sommelier ivre, Hector Bédard le militant anti-sexe (le seul qui apparaisse dans plusieurs spectacles différents) et un accordeur de pianos aveugle anonyme. Il n’hésite pas non plus à jouer avec la langue française en virtuose, notamment dans un numéro-hommage à Raymond Devos, dont il est à la fois un grand admirateur et un ami :
Je me heurte sur quelqu’un. Sur qui? Sur mon facteur. Il me dit : vous couriez? J’essaie tout simplement d’attraper un mot au pied de la lettre et je n’y arrive pas. Faut croire que je manque d’adresse...

#### Carrière tardive
Malgré le succès qu’il connaît en tant qu’acteur au cinéma et à la télévision, et malgré toutes ses autres activités professionnelles et caritatives, Jean Lapointe n’abandonne jamais complètement la scène. De 2006 à 2009, alors qu’il siège au Sénat du Canada, il profite des pauses du calendrier législatif pour présenter le spectacle Faces à farces en duo avec son fils Jean-Marie Lapointe. Réconcilié depuis longtemps avec Jérôme Lemay, Jean Lapointe fait aussi un retour sur scène avec les Jérolas au printemps 2011, alors qu’il a 75 ans. Cette nouvelle tournée des Jérolas, qui doit durer deux ans, est cependant interrompue lorsque Jérôme Lemay subit un malaise lors de la sixième représentation, à la Place des Arts de Montréal, le 31 mars 2011. Jérôme Lemay meurt quelques semaines plus tard, le 20 avril.

### Carrière d'acteur au cinéma et à la télévision

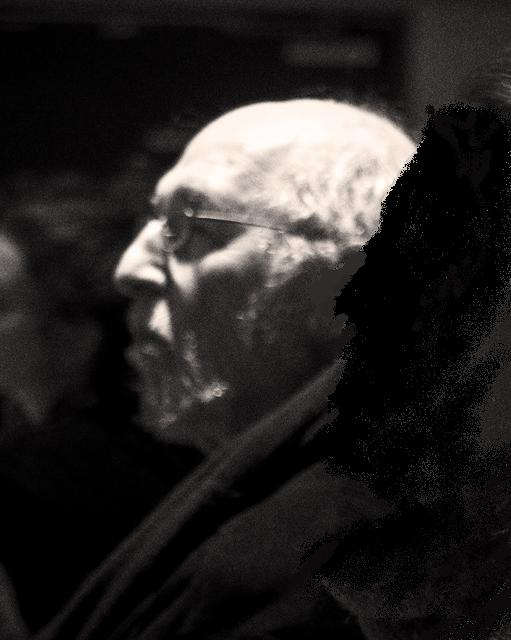
Le cinéaste Michel Brault signe Les Ordres (1974) dans lequel a joué Jean Lapointe.

Au cours d’une carrière d’acteur qui s’étend sur quatre décennies, Jean Lapointe joue dans 22 films et six téléséries. Il dévoile toute l’étendue de son talent dans Les Ordres (1974), un film de Michel Brault dans lequel il incarne un syndicaliste victime d’une arrestation arbitraire pendant la Crise d’octobre. Le sociologue Yves Laberge estime que Michel Brault permet alors à Jean Lapointe, qui est allé à l’école du vaudeville, de se surpasser « en lui montrant à en faire moins, tout en étant conscient que la caméra irait scruter les émotions ressenties et non exprimées du personnage qu’il interprète. [...] Durant pratiquement tous ses films subséquents, Lapointe mettra en pratique cette leçon d’intériorisation. » Comme le confie en entrevue : « Je n’ai jamais joué un rôle. Jamais. Je suis toujours devenu le personnage ».

Autodidacte, Jean Lapointe affirme qu’il discute toujours longuement avec le réalisateur avant d’accepter un rôle afin d’obtenir les indications qui lui permettront de créer le personnage. Il se plonge ensuite dans ce personnage jour et nuit, conservant sa voix et ses gestes en tout temps. Lapointe explique notamment que, pendant le tournage de la télésérie Duplessis (1978), dans laquelle il incarne le premier ministre du Québec, Maurice Duplessis :
J’étais Duplessis le matin, l’après-midi et le soir; Duplessis avant, durant et après les répétitions et les enregistrements; Duplessis sur le plateau, dans ma voiture, à la maison; Duplessis en me couchant le soir et encore Duplessis en me levant le matin. Ma femme commençait à être fatiguée d’entendre cette voix, fatiguée surtout de recevoir des ordres […]. J’avais beau lui expliquer qu’il était nécessaire de conserver la voix et l’attitude du premier ministre pour faire preuve de continuité dans mon jeu, elle commençait à en avoir ras-le-bol d’être la femme de Duplessis ! 
Parmi les autres films marquants de la carrière d’acteur de Jean Lapointe, on note Une histoire inventée d’André Forcier (1990), que certains ont décrit comme le meilleur film de la carrière de son réalisateur; Le dernier tunnel d’Érik Canuel (2004), pour lequel Lapointe reçoit le prix Génie du meilleur acteur dans un second rôle et le prix du meilleur acteur de soutien au Gala des prix Jutra (plus tard renommé Gala Québec Cinéma); et À l’origine d’un cri de Robin Aubert (2010), pour lequel il reçoit pour la deuxième fois le prix du meilleur acteur de soutien au Gala des prix Jutra.
En 2010, Jean Lapointe reçoit la Bobine d’or de l’Association des propriétaires de cinémas et de ciné-parcs du Québec, pour l’ensemble de sa carrière cinématographique. L’année suivante, le Gala Québec Cinéma lui remet le prix Iris-Hommage.

### Carrière politique

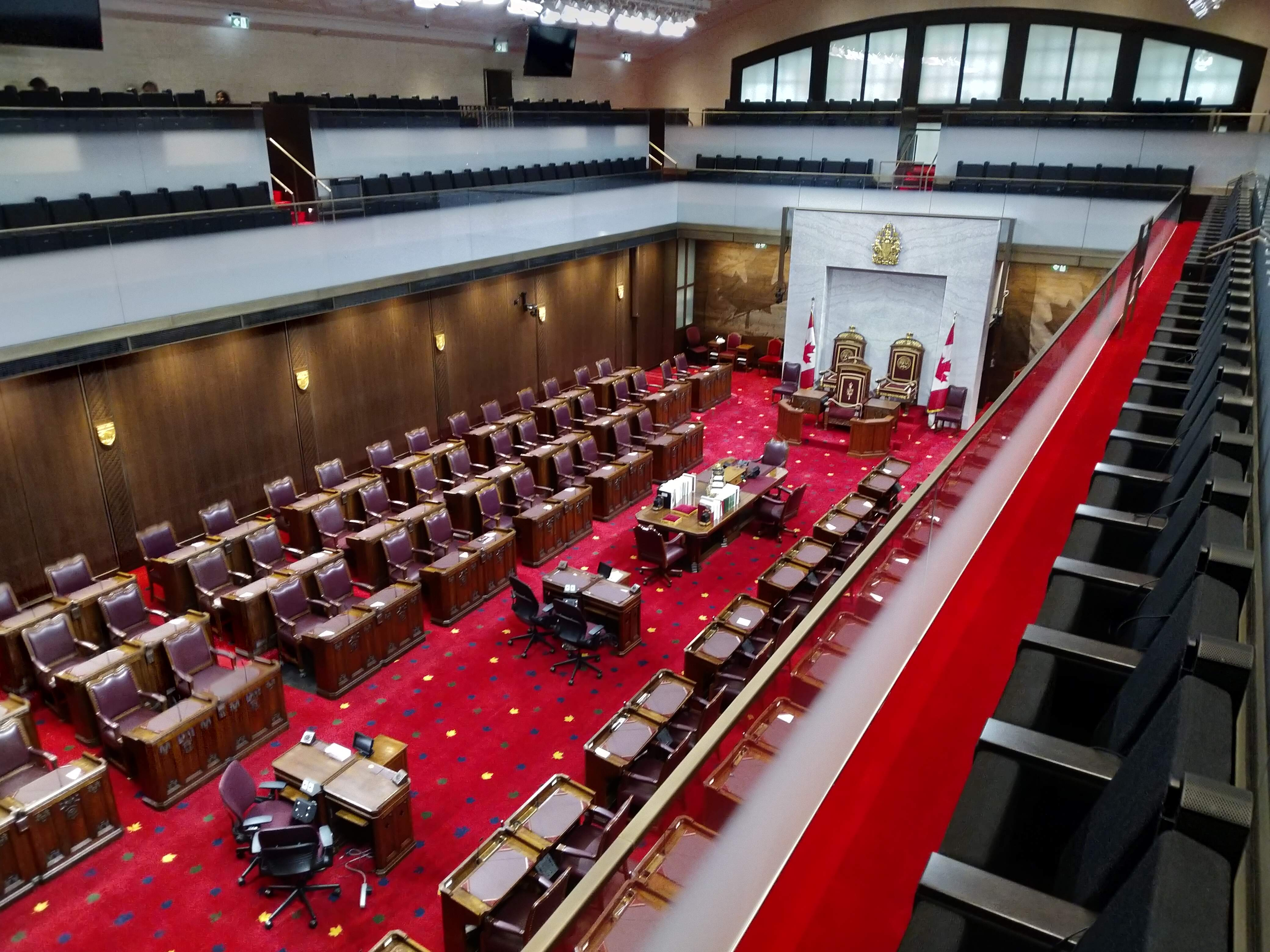
Chambre temporaire du Sénat du Canada (2019).

Le 13 juin 2001, le premier ministre Jean Chrétien nomme Jean Lapointe au Sénat du Canada. Il siège au sein du caucus du Parti libéral jusqu'à sa retraite statutaire à l'âge de 75 ans, le 6 décembre 2010.
Lors de son mandat, Jean Lapointe dépose un projet de loi visant à limiter ou même à interdire la présence de machines à sous et d’appareils de loteries vidéo, là où ces appareils, que Lapointe qualifie de « fléau », pourraient causer du tort aux personnes vulnérables. Ce projet de loi, qui constitue un prolongement naturel de la lutte de Jean Lapointe contre les dépendances, ne sera jamais adopté.
Même s’il est fier de son travail au Sénat, qui joue selon lui un rôle utile dans le fonctionnement de la démocratie canadienne, Jean Lapointe s’y ennuie parfois à cause de la lenteur et de la lourdeur des procédures. Son séjour en politique l’amène aussi à remettre en question ses convictions fédéralistes; lors d’une entrevue à Radio-Canada, le 3 décembre 2021, il affirme qu’il considère dorénavant l’indépendance du Québec comme inévitable et souhaitable.

### Lutte contre les dépendances
En 1974, Jean Lapointe entre en cure de désintoxication pour se libérer de l’emprise de l’alcool. Il y retourne en 1979, cette fois pour soigner sa dépendance à l’alcool et à un médicament prescrit sur ordonnance,.
Lapointe transforme son combat personnel contre les dépendances en action humanitaire. En 1976, il accepte de se joindre au conseil d’administration de la Société Triple-A, qui vient en aide aux personnes qui luttent contre l’alcoolisme, les toxicomanies et le jeu compulsif en leur offrant un traitement basé sur la sympathie et le réconfort plutôt que sur la manière forte généralement utilisée à l’époque. Sur un dépliant de la Société Triple-A, Jean Lapointe écrit : « Appelle-nous! On t’aime déjà. Viens chez nous, tu ne seras plus jamais seul. » Il accepte la présidence de l’organisme en 1979.
En 1982, la Maison Querbes, centre de réhabilitation opéré par la Société Triple-A, déménage dans le Vieux-Montréal et est rebaptisée Maison Jean Lapointe. Jean Lapointe est impliqué à tous les niveaux, en public comme en privé, et toujours bénévolement. Lorsqu’il n’est pas en tournée, il y vient souvent afin de rencontrer les patients pour leur apporter du réconfort.
Une Fondation Jean Lapointe est aussi créée dans le but d’assurer le financement de la Maison Jean Lapointe. La mission de la Fondation prend rapidement de l’ampleur. À son apogée, elle contribue au financement de quelque 75 organisations et centres de traitements partout au Québec. Entre 1986 et 1998, Jean Lapointe anime une série de téléthons au profit de la Fondation Jean Lapointe. En plus de lever des fonds, ces événements servent selon lui à éduquer la population québécoise au sujet de la réalité des personnes qui souffrent de dépendances.
En 2019, la communauté des humoristes décerne à Jean Lapointe un prix « Merci pour tout », lors du Gala Les Olivier, en hommage à sa contribution à la lutte contre les dépendances. En date de 2022, la Maison Jean Lapointe est venue en aide à quelque 40 000 personnes, tandis que les activités de la Fondation ont permis de recueillir plus de 35 millions de dollars et de sensibiliser quelque 700 000 jeunes aux risques liés à la consommation de substances, au jeu compulsif et à l’hyperconnectivité en ligne.
Faisant le bilan de son action dans ce domaine, Jean Lapointe croit que « la Maison et la Fondation Jean Lapointe, et surtout les téléthons, ont contribué à ce que la société arrête de juger les alcooliques [...] L'alcoolisme est une maladie. [...] La Maison, c’est vraiment ce que j’aurai laissé de plus important, à mon départ ».

### Mort
Jean Lapointe meurt le 18 novembre 2022 à la Maison de soins palliatifs Saint-Raphaël à Montréal,. Ses funérailles ont lieu le 17 décembre 2022 à l'église Saint-Viateur d'Outremont, à Montréal.

### Famille et vie personnelle

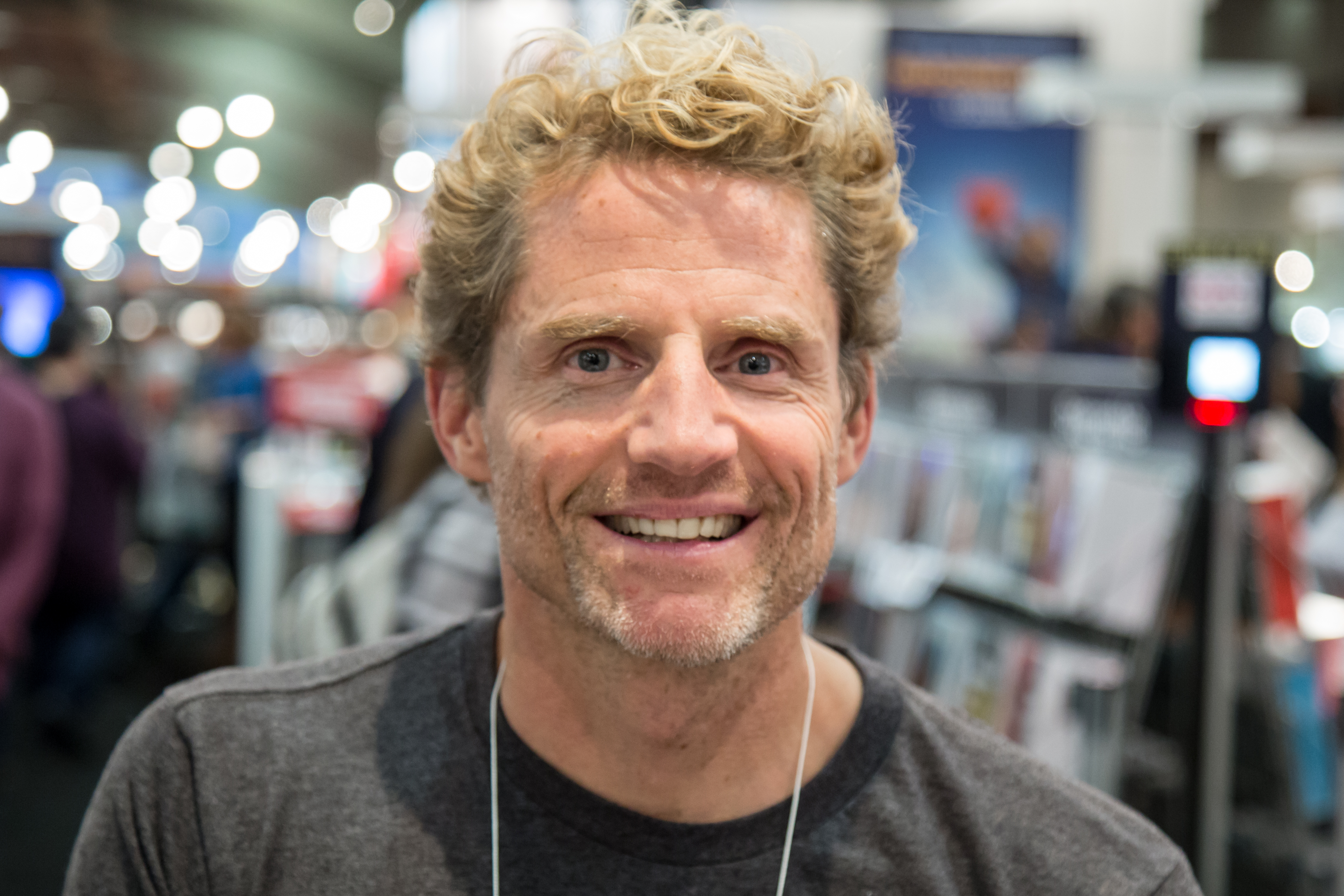
L'acteur Jean-Marie Lapointe en 2017.

Jean Lapointe est père de sept enfants, dont Jean-Marie Lapointe, un acteur et activiste social québécois, et Anne Elizabeth Lapointe, directrice générale de la Maison Jean Lapointe depuis 2019.
Jean Lapointe compte parmi ses amis intimes le poète Félix Leclerc, le peintre Jean Paul Lemieux, l’humoriste Raymond Devos et plusieurs autres artistes de renom.
De 1979 à 1989, Jean Lapointe est copropriétaire de la boutique philatélique La Timbragie, au Complexe Desjardins de Montréal.

## Discographie

### Albums
- Le club de hockey Canadien (78 tours) (1954)
- Démaquillé (1976)[58]
- Face A, Face B (1977)
- Chante-la ta chanson (1978)
- Jean Lapointe... jongleur (1980)
- Si on chantait ensemble (1982)
- C’est beau le monde (1984)
- Showman à l’Olympia (1985)
- Comme en amour (1986)
- Jean Lapointe nature (1989)
- Ces gens que j’aime (1992)
- Au revoir et merci (Les Jérolas) (1994)
- J’ai entendu ça ...quelque part (1995)
- Une voix, une histoire... (1999)
- Derrière deux yeux… Y'a une histoire ! (2001)
- Lapointe avec un S (2005)
- Jean Lapointe - Ses 50 plus grands numéros (DVD) (2006)
- L'eau (2009)

### Compilations
- Jean Lapointe 15 ans d’émotion en 21 chansons (1992)
- Les grands succès de Jean Lapointe (1988)
- Profil (1981)

## Filmographie
- 1967 : Place aux Jérolas : lui-même
- 1973 : O.K. ... Laliberté: Louis
- 1974 : La Pomme, la Queue et les Pépins : M. Robinson
- 1974 : Les Ordres : Clermont Boudreau
- 1974 : Il était une fois dans l'Est : une Cléopâtre
- 1976 : L'Eau chaude, l'eau frette : Polo
- 1977 : Duplessis : Maurice Duplessis
- 1977 : Ti-mine, Bernie pis la gang... : Bernie
- 1977 : J.A. Martin photographe : Adhémar
- 1978 : Angela : M. Lebrecque
- 1980 : Les Chiens Chauds : Don Parchési
- 1990 : Ding et Dong, le film : Euclide
- 1990 : Une histoire inventée : Gaston
- 2000 : La Bouteille
- 2003 : Les Immortels
- 2004 : Le Dernier Tunnel : Fred Giguère
- 2008 : Truffe : rôle non défini
- 2009 : Pour toujours, les Canadiens! : Gerry Thibodeau
- 2010 : À l'origine d'un cri : le grand-père
- 2020 : Mon cirque à moi : Guédille

## Lauréat et nominations

### Gala de l'ADISQ
| Année | Catégorie                                                                         | Pour                    | Résultat   |
| ----- | --------------------------------------------------------------------------------- | ----------------------- | ---------- |
| 1979  | Interprète masculin de l'année                                                    | Jean Lapointe           | nomination |
| 1981  | Interprète masculin de l'année                                                    | Jean Lapointe           | nomination |
| 1981  | Spectacle de l'année - humour                                                     | Pour le fun             | nomination |
| 1983  | Interprète masculin de l'année                                                    | Jean Lapointe           | nomination |
| 1983  | Microsillon de l'année - populaire                                                | Si on chantait ensemble | nomination |
| 1983  | Spectacle de l'année - humour                                                     | En pleine farce         | nomination |
| 1984  | Artiste s'étant le plus illustré hors-Québec                                      | Jean Lapointe           | nomination |
| 1985  | Artiste québécois s'étant le plus illustré hors-Québec dans le marché francophone | Jean Lapointe           | nomination |
| 1985  | Interprète masculin de l'année                                                    | Jean Lapointe           | nomination |
| 1985  | Microsillon de l'année - pop                                                      | C'est beau le monde     | nomination |
| 1985  | Spectacle de l'année - humour                                                     | Porte à rire            | nomination |
| 1987  | Interprète masculin de l'année                                                    | Jean Lapointe           | nomination |
| 1988  | Artiste québécois s'étant le plus illustré hors Québec - marché francophone       | Jean Lapointe           | nomination |
| 1990  | Spectacle de l'année - humour                                                     | Attend'rire             | nomination |
| 1993  | Album de l'année - populaire                                                      | Ces gens que j'aime     | nomination |

### Prix Génie[41]
| Année | Catégorie                           | Pour              | Résultat |
| ----- | ----------------------------------- | ----------------- | -------- |
| 2005  | Meilleur acteur dans un second rôle | Le Dernier Tunnel | lauréat  |

### Gala Québec Cinéma[42],[43]
| Année | Catégorie                  | Pour                 | Résultat |
| ----- | -------------------------- | -------------------- | -------- |
| 2005  | Meilleur acteur de soutien | Le Dernier Tunnel    | lauréat  |
| 2011  | Meilleur acteur de soutien | À l'origine d'un cri | lauréat  |
| 2011  | Prix Jutra-Hommage         | Jean Lapointe        | lauréat  |

### Autres prix
- 1983 - Officier de l'Ordre du Canada[68]
- 1995 - Académie des Grands Québécois
- 2006 - Officier de l'Ordre national du Québec[68]
- 2017 - Citoyen d'honneur de la Ville de Montréal